# Bucktum Indian Reserve 4
Bucktum Indian Reserve 4 är ett reservat i Kanada.   Det ligger i provinsen British Columbia, i den södra delen av landet, 3 400 km väster om huvudstaden Ottawa.
I omgivningarna runt Bucktum Indian Reserve 4 växer i huvudsak barrskog. Runt Bucktum Indian Reserve 4 är det mycket glesbefolkat, med 4 invånare per kvadratkilometer.